# Río Kamo (Rusia)
El río Kamo (en ruso: Камо) está situado al norte de Siberia, un afluente del río Tunguska Pedregoso, a su vez afluente del curso inferior del río Yeniséi. Su longitud total es 339 km y su cuenca drena una superficie de 14.500 km².
Administrativamente, el río discurre por el krai de Krasnoyarsk de Rusia.

## Geografía
El río Kamo nace en la parte suroccidental de la meseta de Tunguska, una sección de la meseta Central de Siberia. El río discurre primero en dirección este, inclinándose cada vez más hacia el norte, en un valle estrecho y profundo. Desemboca a 756 km del río Tunguska Pedregoso por la riviera izquierda, en su curso medio, en la localidad de Ust-Kamo. Su principal afluente es el río Tochomo, que lo aborda por la izquierda.
El río corre a través de una región remota montañosa poco habitada, con un clima muy severo, de modo que en su curso no encuentra ningún centro urbano de importancia y solamente pequeños asentamientos. 
Al igual que todos los ríos siberianos, sufre largos períodos de heladas (seis meses al año, desde finales de octubre a finales de abril/mayo) y amplias extensiones de suelo permanecen permanentemente congeladas en profundidad. Al llegar la época estival, como se deshielan primero las zonas más al sur, el río inunda amplias zonas bajas próximas a sus riberas y sube bastante su nivel.